# Чемпионат мира по футболу 1946
Чемпионат мира по футболу 1946 года — отменённый чемпионат мира по футболу ФИФА. Первоначально должен был стать 5-м по счету в истории, но из-за катастрофических последствий и ущерба, причинённого Второй мировой войной, был отменён, как и ЧМ-1942, который должен был стать четвёртым. Официальным 4-м по счёту стал послевоенный ЧМ-1950 в Бразилии с 24 июня по 16 июля. А 5-м по счёту стал чемпионат мира по футболу 1954 года, прошедший с 16 июня по 4 июля в Швейцарии.

## Отмена турнира
Во время Второй мировой войны ФИФА старалась удержаться на плаву и не обладала финансовыми и кадровыми возможностями для того чтобы спланировать проведение очередного чемпионата мира по футболу в мирное время, пока военные действия на планете не прекратятся. Кризис ФИФА также усугублялся систематической неуплатой членских взносов ряда стран, бюджетные расходы шли в основном на военные нужды и затем на восстановление разрушенного войной хозяйства в каждой стране.
К лету 1945 года Вторая мировая война подошла к концу: страны «оси» были разгромлены, а в пострадавших странах (в том числе страны антигитлеровской коалиции) шло активное восстановление экономики и прежнего уклада жизни. Потери, понесённые странами-участниками Второй мировой войны, определённо не позволяли проводить очередной чемпионат мира в 1946 году как из-за разрухи в странах мира, так и вследствие обильных разрушений инфраструктуры в городах, пострадавших от войны. ФИФА, осознавая материальные, моральные и экономические последствия, которые мир понёс в результате вооружённого конфликта планетарного масштаба, уже не располагала никакими надеждами провести подготовку к проведению очередного турнира в оставшиеся сроки (Вторая мировая война закончилась 2 сентября 1945 года), и чемпионат мира по футболу 1946 года в конечном итоге не состоялся.
1 июля, в день когда должен был продолжаться чемпионат мира по футболу 1946 года, состоялся 25-й конгресс ФИФА в Люксембурге. По состоянию на 1946 год, в ФИФА в общей сложности входило 34 национальные федерации футбола. По предложению Бразилии и Швейцарии (одной из немногих европейских стран, избежавших вступления в войну) было решено восполнить потерянное время, сократив частоту проведения турниров до двух лет и проводить его в нечётные годы, чтобы избежать конкуренции с Олимпийскими играми. ФИФА таким образом планировала провести 4-й и 5-й чемпионаты мира по футболу в 1949 и 1951 годах. Бразилия и Швейцария оказались единственными заявленными кандидатами на проведение следующих двух финальных частей чемпионата мира и вскоре были единогласно избраны их организаторами. Инициатива, связанная с сокращением интервала между мировыми первенствами, не была поддержана большинством национальных федераций в ФИФА и вопрос о проведении очередного мирового первенства был отложен. 27 июля 1948 года ФИФА приняло решение соблюсти четырёхлетний перерыв между соревнованиями даже в те годы, когда Олимпийские игры также параллельно не проводились из-за войны (как это было с состоявшимися довоенными чемпионатами мира в 1930, 1934 и 1938 годах). Проведение четвёртого чемпионата мира в Бразилии было отложено до 1950 года, а проведение пятого чемпионата мира в Швейцарии было перенесено с 1951 на 1954 год.
Главным международным турниром в 1946 году стал чемпионат Южной Америки 1946 года, в котором сборная Аргентина одержала победу над сборной Бразилией (2:0) в финальном матче 10 февраля 1946 года.